# Endelave
Endelave – wyspa w cieśninie Kattegat, w Danii. Powierzchnia wyspy wynosi 13,08 km². W roku 2011 zamieszkiwały ją 162 osoby.